# Bộ Thương mại Hoa Kỳ
Bộ Thương mại Hoa Kỳ (tiếng Anh: United States Department of Commerce) là một bộ của chính phủ liên bang Hoa Kỳ đặc trách về việc làm thăng tiến sự phát triển kinh tế. Ban đầu bộ được thành lập với tên gọi là Bộ Thương mại và Lao động Hoa Kỳ vào ngày 14 tháng 2 năm 1903. Dần dần nó được đổi tên thành Bộ Thương mại vào ngày 4 tháng 3 năm 1913 trong khi đó các văn phòng và cục đặc trách về lao động được thuyên chuyển sang Bộ Lao đông mới thành lập.

## Sứ mệnh
Sứ mệnh của bộ là "làm thăng tiến tạo việc làm và cải thiện tiêu chuẩn sống cho tất cả người Mỹ qua việc thiết lập một cơ sở hạ tầng thúc đẩy tăng trưởng kinh tế, tính cạnh tranh kỹ thuật, và phát triển bền bỉ." Trong số những nhiệm vụ của bộ là thu thập các dữ liệu về nhân khẩu và kinh tế để cung cấp thông tin cho thương nghiệp và chính quyền trong việc quyết định chính sách kinh tế, cấp bản quyền phát minh và nhãn hiệu thương mại, và giúp ấn định tiêu chuẩn công nghệ.

## Hành chính
Bộ Thương mại được Bộ trưởng Thương mại Hoa Kỳ điều hành. Văn phòng hiện thời do Gary Locke lãnh đạo. Locke là Bộ trưởng Thương mại người Mỹ gốc Hoa đầu tiên, và là người Mỹ gốc châu Á thứ ba trong nội các của tổng thống Barack Obama cùng với Bộ trưởng Năng lượng Steven Chu và Bộ trưởng Cựu Chiến binh Eric Shinseki. Từ năm 1903 đến năm 1913, bộ do Bộ trưởng Bộ Thương mại và Lao đông lãnh đạo.

## Các đơn vị của bộ
- Cục Công nghiệp và Chứng khoán (BIS)
- Cơ quan Quản lý Kinh tế và Thống kê (ESA)
  - Văn phòng Phân tích Kinh tế (BEA)
  - Cục Điều tra Dân số
- Cơ quan Phát triển Kinh tế (EDA)
- Cơ quan Thương mại Quốc tế (ITA)
- Cơ quan Phát triển Thương nghiệp cho người thiểu số (MBDA)
- Cơ quan Khí quyển và Đại dương Quốc gia (NOAA)
  - Sở Thời tiết Quốc gia (NWS)
  - Văn phòng Nghiên cứu Khí quyển và Đại dương (OAR)
  - Lực lượng Uỷ nhiệm đặc trách Khi quyển và Đại dương Quốc gia (National Oceanic and Atmospheric Administration Commissioned Corps)
- Cơ quan Thông tin và Viễn thông Quốc gia (NTIA)
- Văn phòng đặc trách Nhãn hiệu và Bản quyền Hoa Kỳ (PTO)
- Viện Tiêu chuẩn và Kỹ thuật Quốc gia (NIST)
- Sở Thông tin Kỹ thuật Quốc gia (NTIS)

## Tham khảo

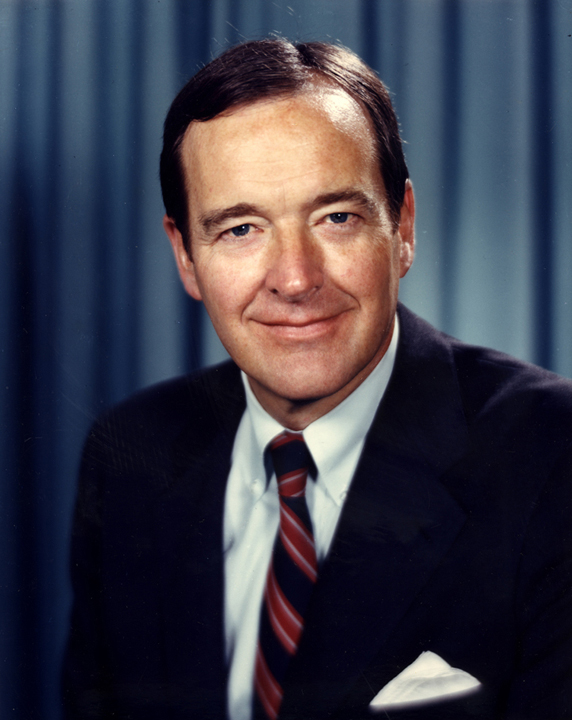
Frederick Baily Dent - 2 Tháng hai 1973-26 Tháng ba năm 1975 - Richard Nixon, Gerald Ford.